# Флюсовая (посёлок)
Флюсова́я — упразднённый в 1942 году посёлок Агаповского района Челябинской области России. Включён в состав рабочего посёлка (ныне село) Агаповка. Сохранился топоним в названиях автобусных остановок «Флюсовая», «Станция Флюсовая».

## География
Расположен посёлок при реке Сухая Речка, впадающей слева в р. Урал.

## История
Указом Президиума Верховного Совета РСФСР от 9 октября 1942 г. в черту рабочего посёлка Агаповка вошли: посёлок Известкового завода, посёлок Лисья Гора, посёлок Промстрой, посёлок Флюсовая.